# Препород (политичка странка)
Препород (буг. Възраждане) је националистичка политичка партија у Бугарској. Њен председник је Костадин Костадинов.

## Руководство
- Костадин Костадинов – председник
- Велислав Христов – потпредседник
- Петар Петров – потпредседник
- Цончо Ганев – потпредседник
- Николај Дренчев – секретар

## Учешће на изборима

### Парламентарни избори

#### 2017. г.
ЦИК је регистровао партију "Препород" да учествују на парламентарним изборима 26. марта 2017. Једном преузели много број гласачког листића био је № 14.